# Morderczy występ
Morderczy występ (ang. Command Performance) – amerykański thriller z 2009 roku w reżyserii Dolpha Lundgrena.

## Opis fabuły
Amerykańska wokalistka Venus (Melissa Smith) przyjeżdża do Moskwy na koncert charytatywny. Na imprezie są obecni prezydent Rosji i jego córki. Zabawę przerywa atak terrorystyczny. Do walki z zamachowcami stają perkusista zespołu Joe (Dolph Lundgren), były komandos, oraz młody agent FSB.

## Obsada
- Dolph Lundgren jako Joe
- Melissa Smith jako Venus
- Hristo Shopov jako prezydent Petrov
- Dave Legeno jako Oleg Kazov
- Clement von Franckenstein jako ambasador Bradley
- James Chalke jako Vladimir
- Zahary Baharov jako Mikhail Kapista
- Ivaylo Geraskov jako Leonid Gordov
- Shelly Varod jako Ali Connor
- Katarzyna Wołejnio jako Major Pavlikova
- Ida Lundgren jako Anna Petrova

i inni